# Fiat 600e
A Fiat 600e egy B-szegmensű, akkumulátoros elektromos crossover SUV autótípus, amelyet a Fiat 2023 óta gyárt elsősorban az európai piacra. 2023. július 4-én mutatták be, az eredeti Fiat 500 évfordulójára időzítve.

## Története
A Fiat 600e felveszi a Vintage identitás jeleit, mint például a 600 azonosító jelvényt, valamint az 5, 45 fokos dőlésszögű rúd megjelenítését, amelyet a FIAT mint ipari csoport több mint három évtizede (1970) globális márkajelzéssel rendelkezett - 2003). Jelenleg négy, 45 fokos szögben álló rúddal újraértelmezve az olasz zászló színeiben, ez az anagramma tükröződik a járművek elején; a FIAT négy rövidítése. (Fabbrica Italiana Automobili Torino).
1997-ben ismét felvették a FIAT SEICENTO nevet a FIAT CINQUECENTO-t felváltó modellre - mindkettőt betűkkel írják, olaszul -, de anélkül, hogy a két modellnek bármiféle aktuális korrelációja lenne. Mivel semmi közük a 2007-től a mai napig gyártott járművekhez -2024-.
Szintén márkaújdonságként a modell a „sun orange” színnel debütál, ugyanakkor a márka kijelenti, hogy a FIAT eltávolítja a szürke színt színpalettájából, a „LA DOLCE VITA” szimbólumaként.
Az FCA (Fiat Chrysler Automobiles) F364 projektkódja alapján a 600e-t Lengyelországban gyártják a Jeep Avenger mellett a Stellantis STLA Small/eCMP2 platformra, amely a PSA-csoport CMP belső égésű és eCMP elektromos jármű architektúrája.  Közvetlenül nem helyettesíti az 500X-et, hiszen a FIAT szerint legalább 2026-ig a Jeep Renegade-del együtt a piacon marad, mindkettőt a világ legautomatizáltabb autógyártó üzemében, a FIAT SATA-ban gyártják. (A Sozietà Altamente Tecnificatta di Automobili rövidítése), amely Melfiben, (Potenza) -Olaszország- található.
Az Egyesült Államok piacán a Fiat 500X leállítása után nem cserélik le.

## Tervezés

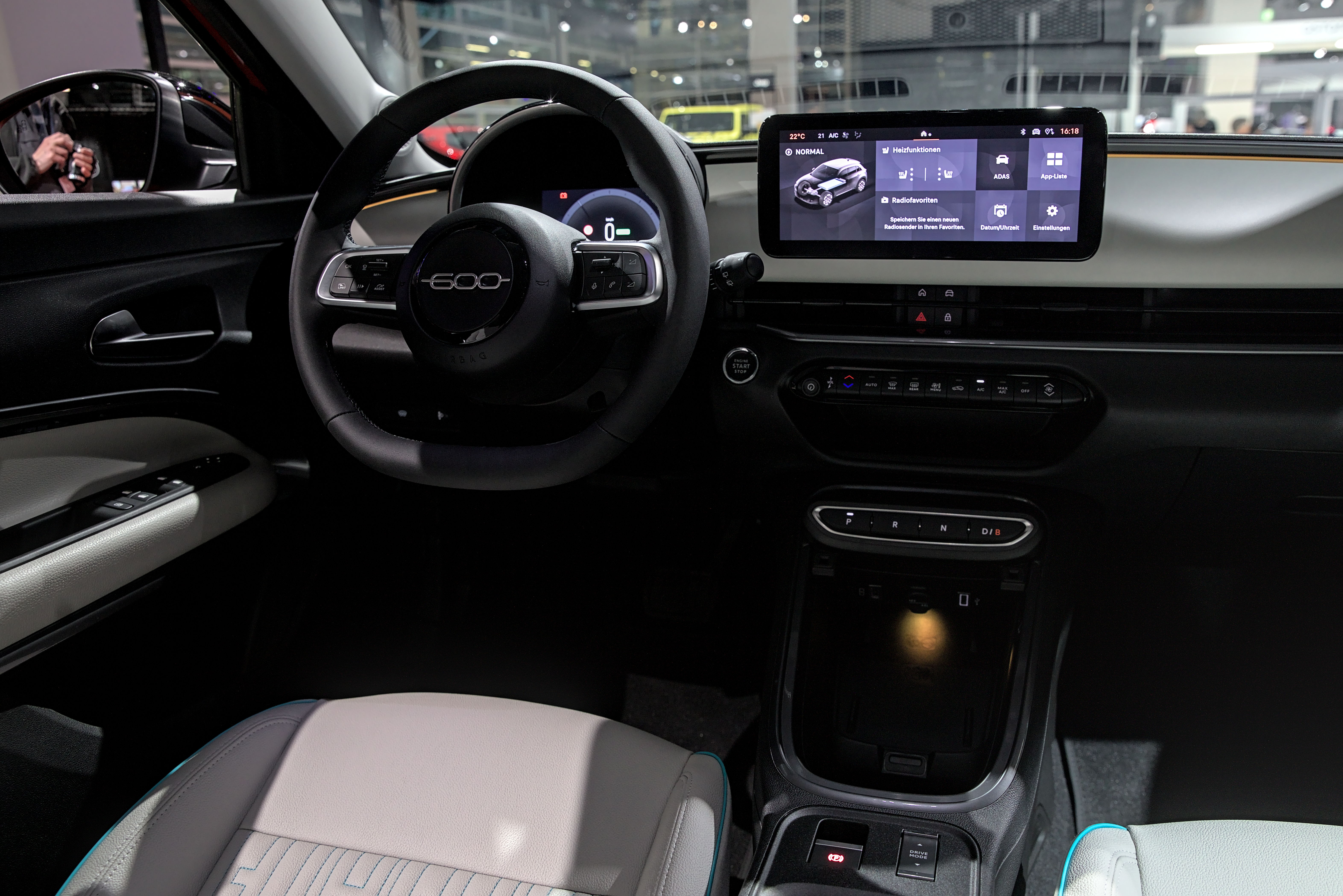
A Fiat 600e belső tere

A 600e az új 500- hoz hasonló tervezési jegyeket tartalmaz, mint például a kör alakú fényszórók és a 600-as jelvény az első hűtőrács felett.

### Erőátvitel
A Fiat 600e 54 kWh-s akkumulátorral van felszerelve, amelynek becsült hatótávja 402,3 km a WLTP tesztciklus alatt. Egyenáramú gyorstöltés maximum 100 kW teljesítmény mellett lehetséges. Egyetlen elektromos vontatómotorral rendelkezik, amely 154 lóerő (115 kW) es maximális teljesítménnyel hajtja az első kerekeket. Ezek a műszaki adatok megegyeznek a Jeep Avengerével, amely egy elsőkerék-meghajtású jármű, amelynek maximális nyomatéka 260 Nm.

## Fordítás
- Ez a szócikk részben vagy egészben  a   Fiat 600e című spanyol Wikipédia-szócikk ezen változatának fordításán alapul.  Az eredeti cikk szerkesztőit annak laptörténete sorolja fel. Ez a jelzés csupán a megfogalmazás eredetét és a szerzői jogokat jelzi, nem szolgál a cikkben szereplő információk forrásmegjelöléseként.